# Zelik Akselrod
Zelik Moïsseïévitch Akselrod (ou Axelrod ; en russe : Зелик Моисеевич Аксельрод ; en yiddish : זעליק אַקסעלראָד ; en biélorusse : Зэлік Майсеевіч Аксэльрод ou Аксельрод, Zelik Maïsseïévitch Akselrod), né en 1904 et décédé en 1941, est un poète juif russe puis soviétique de langue yiddish, exécuté par la police de Staline. 

## Biographie

### Sa jeunesse
Akselrod est né en 1904 à Molodetchno, dans la région de Minsk alors partie de l'Empire russe (actuellement en Biélorussie). Il reçoit une éducation juive traditionnelle et étudie dans une yechiva. Zelik a 11 ans quand sa famille est expulsée par l'armée russe avec tous les Juifs de la région, du théâtre des opérations militaires de la Première Guerre mondiale. D'abord installée à Tambov après leur expulsion, la famille s'établit ensuite à Minsk tandis que Zelik est envoyé à Moscou pour étudier de 1922 à 1925 à l'Institut Brioussov de littérature et d'art. Son frère Meyer (1902-1970) ira aussi étudier à Moscou et deviendra un artiste reconnu.
Pendant ses études, Zelik se lie d'amitié avec Izi Kharik (ru) (1898–1937) et Samuel Godiner (ru) (1892–1942) qui sont actifs dans les cercles de littérature prolétarienne. Cependant, esthétiquement, Akselrod reste assez éloigné des poètes prolétariens.

### Ses œuvres
À partir de 1925, il vit à Minsk et travaille dans un orphelinat, puis à la Maison d'édition d'État.  
Très jeune, au début des années 1920, il publie son premier poème dans le périodique yiddish de Minsk Veker (« Alarme »). Par la suite, ses poèmes lyriques sont publiés de façon permanente dans les anthologies et les périodiques soviétiques de langue yiddish. Dans les années 1921-1923, il publie ses écrits à Minsk dans le Veker, et devient en 1935 membre du conseil éditorial de ce journal. En 1925-1926, il écrit pour le Di royte velt (Le monde rouge) et en 1927 pour le Shtern (« Étoile ») à Minsk. 
Les critiques yiddish, tel qu'Avrom Abtchouk (ru) de l'école prolétarienne, accusent Akselrod d'imiter l'épicurisme du poète russe Sergueï Essénine. En réalité, Akselrod écrit sur l'évolution de sa génération vers de nouvelles normes morales. Ainsi il décrit la coupe des cheveux des filles membres du Komsomol comme un rituel d'initiation: « pour ne jamais revenir en arrière / ma sœur a tondu ses cheveux ». Il voit autour de lui des jeunes femmes et des jeunes hommes dont la vie est divisée entre « le jour pour le travail et la nuit pour l'amusement…/ quand la nuit et l'amour chantent leurs chansons / le monde entier peut bien aller en enfer! ». Ses poèmes sont à cette époque publiés uniquement dans des périodiques et cahiers. Son premier recueil ne parait qu'en 1932.    
En 1939, avec H. Kamenetski, il compile l'anthologie Ordentregerishe vaysrusland (Biélorussie, porteuse des honneurs). Parmi ses livres, on peut citer: Tsapl (Tremble) (Minsk, 1922); Lider (poèmes) (Minsk, 1932); Un vider lider (Et plus de poèmes) (Minsk, 1935); Oyg af oyg (Tête-à-tête) (Minsk, 1937) contenant un ensemble de poèmes écrits entre 1924 et 1934; Lider (Poèmes) (Minsk, 1938); Roytarmeyishe lider (Poèmes de l'Armée rouge). Un volume de ses œuvres, traduit en russe, Stikhi (Poèmes) est publié à Moscou en 1937. 

### Les purges staliniennes
Avec Izi Kharik (ru), Moïshé Kulbak, Iakov Bronstein (be), Khatskel Dounets (be) et Ziskind Lev, Akselrod représente la littérature biélorusse en yiddish au premier congrès des écrivains soviétiques en 1934. Des six représentants, seul Akselrod survivra aux purges de 1937 et 1938. 
Après l'annexion par l'URSS de l'est de la Pologne à la suite du Pacte germano-soviétique, Akselrod visite Vilna, Białystok et d'autres villes libérées. Sa femme Pearl, une ancienne citoyenne polonaise est la fille de l'écrivain yiddish Isaac Meir Weissenberg (en).
Avant son arrestation le 30 mai 1941, pour prétendus activités antisoviétiques et nationalisme juif, il est considéré comme le plus grand poète yiddish de la république de Biélorussie. Zelik Akselrod est exécuté le 26 juin 1941 par la police secrète soviétique. 
Le conteur yiddish Élie Kahan (ru), présent lors de l'exécution, raconte qu'il a été abattu d'une balle par derrière et qu'au moment de tomber, il aurait prononcé la phrase: « Mère, oh, maître de l'univers ! ».
Deux volumes en yiddish d'Akselrod paraitront après sa mort: Lider zamlung (Recueil de poésie), publié en 1961 à New York, et Lider (poèmes) publié en 1980 à Moscou. Un volume de traduction de ses poèmes en russe, Utrennii svet (Lumière du matin), parait à Moscou en 1963. Sa nièce Elena Akselrod (en), fille de Meyer Akselrod (en) et de Riva Roubina (ru), en est une des traductrices.